# Piptochaetium seleri
Piptochaetium seleri är en gräsart som först beskrevs av Pilg., och fick sitt nu gällande namn av Johannes Jan Theodoor Henrard. Piptochaetium seleri ingår i släktet Piptochaetium och familjen gräs. Inga underarter finns listade i Catalogue of Life.